# Joan I del Vienès
Joan I de Borgonya, nascut el 1264, mort à Bonneville el 24 de setembre de 1282 d'una caiguda de cavall, delfí del Vienès, comte d'Albon, de Grenoble, d'Oisans, de Briançon i d'Embrun de 1269 a 1282, fill de Guigó VII, delfí de Vienès, i de Beatriu de Savoia.
Amb cinc anys a la mort del seu pare va ser la seva mare qui va assolir la regència. Es va casar el 1280 amb Bona de Savoia (1275 † 1300), filla d'Amadeu V, comte de Savoia i de Sibil·la de Baugé. Va morir dos anys més tard a Bonneville, sense deixar de descendència, i segons el seu testament el comtat passava a la seva germana Anna i, per tant, al seu marit Humbert I de la Tour du Pin.